# Lagoa Alegre
Lagoa Alegre är en kommun i Brasilien.   Den ligger i delstaten Piauí, i den östra delen av landet, 1 400 km norr om huvudstaden Brasília. Antalet invånare är 8 008.
Omgivningarna runt Lagoa Alegre är huvudsakligen savann. Runt Lagoa Alegre är det glesbefolkat, med 19 invånare per kvadratkilometer.